# Aricanduva
Aricanduva is een gemeente in de Braziliaanse deelstaat Minas Gerais. De gemeente telt 5.140 inwoners (schatting 2009).

## Aangrenzende gemeenten
De gemeente grenst aan Capelinha, Itamarandiba en São Sebastião do Maranhão.